# Opsada Sinja 1715.
Opsada Sinja bitka je iz Drugog morejskog rata. Grad Sinj su 1686. godine, za vrijeme Prvog morejskog rata, Mlečani oslobodili od osmanske vlasti, koja je trajala gotovo 2 stoljeća.     
Zbog pozicije i strateškog značaja za sigurnost kršćanske Dalmacije, mletačka vlast grad je dodatno utvrdila i opremila za mogući osmanski napad. Kao i u Kandijskom ratu, stoljeće ranije, 1715. osmanska vojska iz Bosne napada Dalmaciju te u kolovozu  napada Sinj i drži ga pod dugotrajnom opsadom.    

## Suprostavljene snage
Turskoj vojsci od oko 20 000 vojnika, suprostavila se mala ali dobro obučena mletačka posada. Dalmatinski providur Angelo Emo i kapetan Balbi (sinjski providur) očekivali su napad na Sinj, pa je domaću vojnu posadu od 100-tinjak vojnika, moralaka iz Cetinske krajine, ojačao s pukovnijom profesionalne vojske. Okosnicu obrane upravo je činio taj profesionalni kontigent mletačke vojske sastavljen od oko 700 do 900 vojnika pod zapovjedništvom pukovnika Sentilera:    
- 1 satnija/compagnia elitnih mletačkih grenadira
- 2 satnije/compagnie talijanskog pješaštva "Abružana"
- 4 satnije/kumpanije oltramarina (iz pukovnije Corponese)
- 3 konjaničke satnije/kumapanije croati a cavallo (kapeleta) (Begna, Detriko i Divnić)
- 1 konjanička satnija/compagnia mletačkih draguna.

Uz njih je bio i kontignet cernida od nekoliko satnija splitskih i trogirskih cernida pod zapovjedništvom pukovnika Jeronima Katunarića (Cattunari), a tu je i mala topnička posada. Providur je zapisao da je od stanovništva iz unutrašnjosti nemoguće skupiti djelotvornu snagu jer su se razbježali po brdima pa ih ni njihovi vođe ne mogu sakupiti autoritetom i obećanjima o plaći.

## Bitka
Više tisuća turskih vojnika napada Sinj i njegov mali garnizon. Dva tjedna vode se žestoke borbe s velikim gubitcima. Prvog dana opsade, Turci pale dvije crkve (Gospina i sv. Frane) te uništavaju sinjsku Varoš. Idućeg dana Osmanlije su još silovitije napali tvrđavu i oštetili je na nekoliko mjesta pogocima iz lumbardi te kuglama iz topova. Branitelji tvrđave nastavili su žestoko uzvraćati iz mušketa i topova. 
Nakon teške opsade i herojske obrane u noći između 14. i 15. kolovoza Turci su odustali te su bijegom u Livno potražili sigurnost. Za sobom su ostavili oko 100 poginulih i golem ratni plijen.[nedostaje izvor] Suvremeni istraživači odlazak Turaka pripisuju slomu logistike, manjku hrane i izbijanju dizenterije.
Providur Emo šalje pojačanje pod zapovjedništvom pukovnika Detricoa, koje se sastoji od pukovnije hrvatskog konjaništva, dvije pukovnije oltramarina i nekoliko stotina cernida. 
Gubitci među braniteljima također su veliki, pogotvo u časničkom kadru. Oko stotinu vojnika gine ili kasnije podliježe teškim ozljedama. Oba zapovjednika profesionalnih postrojbi, pukovnik Sentilera i poručnik Šurić, gube život. Među poginulima je kapelan fra Stjepan koji je također poginuo u borbi. Opsadu je s mletačke strane opisao jedan časnik u dnevniku Giornale del blocco ed assedio della fortezza di Sign, dok se u turskoj historiografiji opsada Sinja ne spominje.
Uspješna obrana grada zaustavila je prodor Osmanlija prema dalmatinskoj obali i spriječila dovođenje važnih mletačkih gradova u Dalmaciji, poput Splita i Zadra, u nezavidan položaj.

Preživjeli branitelji pobjedu su pripisivali čudotvornom zagovoru Gospe Sinjske. U zahvalu za pomoći kapetan Balbi je s časnicima odmah skupio 80 zlatnika koje su poslali u Veneciju da se skuje zlatna kruna i križ i da se okruni Gospin lik. Pri dnu krune urezali su u dva reda riječi:
Zauvijek okrunjena slavi slavlje – godine 1715. – In perpetuum coronata triumphat anno mdccxv
Danas u čast veličanstvene pobjede nad Turcima i obrane Sinja dalmatinskog Termopila, Sinjani svake godine tradicionalno održavaju viteški turnir, poznat u cijelom svijetu kao Sinjska alka. Muzej Sinjske alke ima rekonstrukciju bitke pod Sinjem iz 1715.

## Galerija
- "Crovati" (Hrvatsko konjaništvo)
- Oltramarino, dalmatinski pješački korpus ustrojen unutar mletačke mornarice, kao postrojba mornaričkog pješaštva.
- Černide (cernide, černa vojska) bile su vojne teritorijalne jedinice Mletačke Republike.
- Sinjska gospa